# Família Kx
Família Kx é um grande grupo de manuscritos do Novo Testamento. Ela pertence ao Texto-tipo Bizantino que é uma das famílias textuais desse grupo. O grupo foi descoberto por Hermann von Soden e indicado por ele com o símbolo Kx.
Dessa família pertencem os manuscritos: 
Codex Seidelianus II, 2, 3, 8, 14, 45, 47, 49, 51, 54, 56, 58, 59, 60, 61, 73, 75, 76, 78, 84, 89, 96, 99, 105, 107, 109, 121, 123, 126, 130, 132, 133, 134, 135, 140, 142, 144, 145, 148, 149, 150, 153, 156, 158, 159, 165, 173, 175, 176, 179, 180, 182, 183, 185, 187, 188, 190, 191, 192, 193, 198, 200, 202, 204, 207, 208, 212, 218, 226, 227, 228, 231, 234, 247, 260, 267, 274, 276, 276, 282, 283, 284, 293, 294, 298, 301, 324, 330, 331, 343, 347, 351, 352, 358, 359, 360, 364, 367, 371, 373, 375, 376, 380, 388, 390, 396, 401, 402, 403, 405, 407, 409, 410, 411, 412, 413, 414, 415, 416, 431, 439, 447, 448, 470, 471, 475, 478, 483, 484, 490, 492, 493, 494, 501, 504, 505, 506, 507, 529, 530, 568, 585, 663, 669, 672, 778, 864, 875, 877, 939, 971, 1069, 1076, 1417, 1452, 1474, 1569, 1671, 1693, 2112, 2217, 2455, e 2649.

## Leitura recomendada
- Hermann von Soden, Die Schriften des Neuen Testaments, in ihrer ältesten erreichbaren Textgestalt hergestellt auf Grund ihrer Textgeschichte, Verlag von Arthur Glaue, Berlin 1902-1910, pp. 713–757.
- F. Wisse, The profile method for the classification and evaluation of manuscript evidence, as Applied to the Continuous Greek Text of the Gospel of Luke, William B. Eerdmans Publishing, 1982,  pp. 94–99.